# Mansión de Kokmuiža
La Mansión de Kokmuiža (en letón: Kokmuižas kungu māja; en alemán: Kokenhof), también llamada Mansión de Kocēni, es una casa señorial en la parroquia de Kocēni, municipio de Valmiera en la región histórica de Vidzeme, en el norte de Letonia.

## Historia
Fue construida antes de 1760 en estilo barroco tardío. El edificio actualmente alberga la escuela de primaria de Kocēni.
Fue el lugar de nacimiento en 1793 del famoso botánico y explorador de plantas, Nicolai Anders von Hartwiss.